# Parcs Nacionals d'Espanya
El conjunt dels Parcs Nacionals d'Espanya integren la Xarxa Estatal de Parcs Nacionals i estan gestionats per l'organisme autònom Parques Nacionales i la Comunitat Autònoma on estiga ubicat.
La declaració d'una zona natural poc transformada per l'activitat antròpica requereix que siga susceptible declarada per Llei a les Corts Generals i que la seua conservació siga declarada d'interés general de la Nació.
La gestió està dividida entre Parques Nacionales i la Comunitat Autònoma i la xarxa en sí està gestionada pel Ministeri de Medi Ambient a través de Parques Nacionales.
Cada parc nacional compta amb un director-conservador, qui està assistit per personal especialitzat en conservació, ús públic, obres i manteniment, vigilància i administració. La participació pública i institucional es fa al seu patronat, amb membres que representen les administracions públiques, els propietaris dels terrenys de dins del parc, les entitats científiques, les associacions nacionals i regionals per la conservació de la naturalesa i els col·lectius de la societat amb interessos al parc nacional.

## Llista dels parcs nacionals espanyols
Hi ha deu parcs nacionals: cinc peninsulars i cinc insulars.
| Nom del parc nacional                                     | Ubicació             |
| --------------------------------------------------------- | -------------------- |
| Parc Nacional de Picos de Europa                          | Oviedo               |
| Parc Nacional d'Ordesa i Mont Perdut                      | Huesca               |
| Parc Nacional de Tablas de Daimiel                        | Ciudad Real          |
| Parc Nacional de Cabañeros                                | Toledo i Ciudad Real |
| Parc Nacional de Doñana                                   | Huelva i Sevilla     |
| Parc Nacional del Teide                                   | Tenerife             |
| Parc Nacional de la Caldera de Taburiente                 | Tenerife             |
| Parc Nacional de Timanfaya                                | Lanzarote            |
| Parc Nacional de Garajonay                                | Tenerife             |
| Parc Nacional Maritimoterrestre de l'Arxipèlag de Cabrera | Palma                |